# الجبهة الوطنية التقدمية (سوريا)
كانت الجبهة الوطنية التقدمية ائتلافًا مكونًا من مجموعة من الأحزاب الوطنية والقومية الاشتراكية والشيوعية في سوريا بقيادة حزب البعث العربي الإشتراكي، ترأس الجبهة القيادة المركزية والتي نص ميثاقها على أن تتكون من الأمناء العامين للأحزاب والمنظمات المنضوية تحت الجبهة وأعضاء من حزب البعث العربي الاشتراكي على أن يكون الأعضاء البعثيين يشكلون النصف زائد واحد من مقاعد القيادة.
تم حل وحظر الجبهة الوطنية التقدمية في سوريا بموجب إعلان انتصار الثورة السورية الصادر بتاريخ 29 يناير عام 2025، وذلك عقب سقوط نظام الأسد في سوريا بتاريخ 8 ديسمبر من عام 2024.

## أعضاء الجبهة
كان ينضوي تحت الجبهة الأحزاب والتنظيمات التالية:
1. حزب البعث العربي الإشتراكي: وهو قائد الجبهة وأمينه العام يرأس القيادة المركزية للجبهة (عضو مؤسس).
2. حزب الاتحاد الاشتراكي العربي (عضو مؤسس كحزب موحد قبل أن ينشق عنه حزب الاتحاد العربي الديمقراطي).
3. الحزب الشيوعي السوري «بكداش» (عضو مؤسس كحزب موحد قبل أن ينقسم عنه الحزب الشيوعي الموحد).
4. الحزب الشيوعي السوري (الموحد) «فيصل» (عضو مؤسس كحزب موحد قبل أن ينقسم عن الحزب الشيوعي).
5. حزب الوحدويين الاشتراكيين (عضو مؤسس تحت اسم تنظيم الوحدويين الاشتراكيين).
6. حركة الاشتراكيين العرب (عضو مؤسس كحركة واحدة قبل أن تنقسم).
7. الحزب الوحدوي الاشتراكي الديمقراطي (إنضم إلى الجبهة في 31 كانون الأول / ديسمبر 1988).
8. حزب العهد الوطني.
9. حزب الاتحاد العربي الديمقراطي (عضو مؤسس كحزب موحد قبل أن ينشق عن حزب الاتحاد الاشتراكي العربي).
10. الحزب السوري القومي الاجتماعي.
11. الاتحاد العام لنقابات العمال (تنظيم غير حزبي انضم إلى الجبهة في 31 آذار / مارس 1980).
12. الاتحاد العام للفلاحين (تنظيم غير حزبي انضم إلى الجبهة في 31 آذار / مارس 1980).

## ميثاق الجبهة
يتألف ميثاق الجبهة من: مقدمة، وتحديد لمهامها على صعيد القطر وعلى الصعيدين القومي والدولي، وخاتمة.

### المقدمة
تتحدث مقدمة الميثاق عن نهضة العرب الحديثة، التي أعطت الثورة العربية الأبعاد التحررية والوحدوية والاشتراكية من خلال مواجهتها للواقع ورؤيتها العلمية للمستقبل. واعتبرت أن أهداف الأمة العربية تتمثل في الوحدة والحرية والاشتراكية التي بشر بها وأغنى مضامينها وأكد على تلازمها حزب البعث العربي الاشتراكي.
وأشارت المقدمة كذلك إلى الدور الذي لعبته ثورة 23 تموز (يوليو) في مصر في تفاعل حركة الثورة العربية مع حركات التحرر العالمية والتجارب الاشتراكية. وأكدت على أهمية بناء مجتمع الوحدة والحرية والاشتراكية لتخطي واقع التجزئة والرجعية.
وتلبية لدعوة الرئيس الراحل حافظ الأسد اجتمعت القوى الوطنية التقدمية في القطر العربي السوري، وأقامت جبهة وطنية تقدمية بقيادة حزب البعث العربي الاشتراكي، لتكون الطريق إلى التنظيم السياسي الموحد لفصائل الثورة العربية.
وتعتبر المقدمة «أنّ ما قام به حزب البعث العربي الاشتراكي بعد الحركة التصحيحية من انفتاح على الجماهير والقوى الوطنية، وتفاعل هذه القوى إيجابياً مع الاستراتيجية العامة التي رسمها الحزب في بيان القيادة القطرية المؤقتة والمؤتمر القطري الخامس والمؤتمر القومي الحادي عشر، وتأييداً للخطوات التي سار فيها الحكم بقيادة الرئيس حافظ الأسد في مجال العمل الداخلي والعربي والدولي… أدى إلى خلق المناخ الملائم لقيام هذه الجبهة وأرسى دعائم بنائها». وتضيف أخيراً «أنّ حزب البعث العربي الاشتراكي…من واقع تحمله قيادة الدولة والمجتمع منذ ثورة آذار حتى اليوم، وما حققه من إنجازات في مختلف المجالات السياسية والاجتماعية والاقتصادية، هو المؤهل لأخذ موقع القيادة في هذه الجبهة، ولأن يكون الدعامة الأساسية في بنائها»... «و تتجسد قيادة حزب البعث العربي الاشتراكي للجبهة بتمثيله بالأكثرية في مؤسسات هذه الجبهة جميعها، وبأن يكون منهاج الحزب ومقررات مؤتمراته موجهاً أساسياً لها في رسم سياستها العامة وتنفيذ خططها».

### مهام الجبهة
حدد ميثاق الجبهة مهامها على الصعيد الداخلي وعلى الصعيدين القومي والدولي. وما يهمنا هنا باعتبار الجبهة مؤسسة دستورية هو مهامها على الصعيد الداخلي، ولذلك لن نتطرق إلى مهامها على الصعيدين القومي والدولي. وأهم مهام الجبهة على هذا هي:
1. تحرير الأرض العربية المحتلة بعد الخامس من حزيران عام 1967 كهدف مرحلي في نضال الأمة، وهذا الهدف يتقدم جميع الأهداف المرحلية الأخرى، وفي ضوئه يجب أن نرسم خططنا في كافة المجالات.
2. إقرار مسائل الحرب والسلم.
3. إقرار الخطط الخمسية ومناقشة السياسة الاقتصادية.
4. رسم خطط التثقيف القومي الاشتراكي.
5. العمل على استكمال بناء النظام الديمقراطي الشعبي ومؤسساته الدستورية ومجالسه المحلية.
6. متابعة استكمال البناء الديمقراطي للمنظمات الشعبية والمهنية.
7. العمل على توفير جميع الطاقات لدعم القوات المسلحة في الصمود والمواجهة. وتتعهد أطراف الجبهة غير البعثية، لمنع أي صراع أو تناحر في أوساطها، بعدم القيام بأي نشاط حزبي أو تكتلي داخل الجيش والقوات المسلحة.
8. العمل المتواصل من أجل الوصول بالحوار الإيجابي، والتفاعل الجماهيري داخل الجبهة إلى التنظيم السياسي الموحد.
9. باعتبار أن الطلاب هم جيل المستقبل ومن الواجب تهيئة أحسن الشروط لتحقيق وحدة إرادتهم واتجاهاتهم، لا بد من أجل الوصول إلى هذا الهدف من أن ينتهي التنافس الحزبي في أوساطهم. لذلك فإن أطراف الجبهة غير البعثية تتعهد بالعمل على وقف نشاطاتها التنظيمية والتوجيهية في هذا القطاع.

يطمح ميثاق الجبهة في خاتمته جعل تجربة الجبهة في سورية نموذجاً يحتذى به في الوطن العربي الكبير، لتلتقي القوى الوطنية والتقدمية في جبهة واحدة ضد قوى التخلف والتجزئة والاستعمار لتحقيق أهداف الأمة العربية في الوحدة والحرية والاشتراكية.

### النظام الأساسي للجبهة
تحدد المادة الأولى من الميثاق الاسم الرسمي للجبهة بالجبهة الوطنية التقدمية، التي تقوم، وفقاً للمادة الثانية منه، على أساس الميثاق الذي أقرته أطرافها. وسوف نبين تباعاً أطراف الجبهة، ومؤسساتها وآليات عملها.

### مؤسسات الجبهة
حددت المادة /7/ من النظام الأساسي مؤسسات الجبهة بما يلي:
1. القيادة المركزية للجبهة،
2. القيادات الفرعية في المحافظات،
3. المكاتب واللجان.

تعتبر القيادة المركزية للجبهة محور عملها، لأن لها في مراكز المحافظات قيادات فرعية تتشكل بقرار من القيادة المركزية للجبهة وتتكون من ممثلين عن أطراف الجبهة ومن عناصر أخرى تمثل قوى أو اتجاهات وطنية تقدمية (المادة 11/النظام الأساسي)، وكذلك تتشكل في مراكز المحافظات بقرار من القيادة المركزية للجبهة المكاتب واللجان التي تراها القيادة لازمة لممارسة نشاطاتها المختلفة (المادة 12/النظام الأساسي). وتنحصر مهام القيادات الفرعية والمكاتب واللجان بتنفيذ قرارات وتعليمات القيادة المركزية للجبهة، وتمارس أعمالها ونشاطاتها في الحدود التي ترسمها لها (المادة 17/النظام الأساسي).
تتشكل القيادة المركزية للجبهة من رئيس و/17/ عضواً: منهم /9/ يمثلون حزب البعث العربي الاشتراكي، و/8/ يمثلون بقية أطراف الجبهة بنسبة ممثلين لكل طرف (المادة 8/النظام الأساسي).
يرأس الجبهة رئيس الجمهورية العربية السورية الأمين العام لحزب البعث العربي الاشتراكي (المادة 9/النظام الأساسي). وتسمي أطراف الجبهة ممثليها في القيادة المركزية والفروع (المادة 10/النظام الأساسي).

### مهام رئيس الجبهة
يمارس رئيس الجبهة المهام التالية:
1. ترأس الاجتماعات الدورية والاستثنائية للقيادة المركزية والدعوة إلى جلساتها وإدارتها ووضع جدول أعمالها،
2. الإشراف على تنفيذ قرارات القيادة المركزية ونشاطات قيادات الفروع والمكاتب واللجان،
3. التحدث رسمياً باسم الجبهة والتوقيع على قراراتها وبياناتها،
4. الإشراف على تطبيق أحكام الميثاق والنظام الأساسي ويعتبر المرجع في تفسير النصوص عندما يقع إشكال أو اختلاف في التفسير بين أطراف الجبهة،
5. توقيع أوامر الصرف والنفقات في الحدود التي تقررها القيادة المركزية،
6. الاحتفاظ بسجل وقائع جلسات القيادة ووثائقها (المادة 13/النظام الأساسي).

ويحق لرئيس الجبهة أن ينيب عنه بقرار منه أحد أعضاء القيادة المركزية للقيام بمهامه أو ببعض منها (المادة 14/النظام الأساسي).
يرتبط برئيس الجبهة أمانة سر تقوم بالأعمال الإدارية التي يكلفها بها، يصدر بتسمية عناصرها وتحديد مهامها قرار منه (المادة 15/النظام الأساسي).

### مهام القيادة المركزية
تقوم القيادة المركزية للجبهة بالمهام التالية:
1. وضع ميثاق الجبهة موضع التطبيق،
2. وضع الخطط المرحلية والبعيدة المدى لعمل الجبهة وتنسيق النشاط السياسي والشعبي بين أطرافها،
3. تشكيل المكاتب واللجان اللازمة لممارسة مهامها،
4. وضع ميزانية الجبهة ووسائل تمويلها وأوجه إنفاقها (المادة 16/النظام الأساسي).

### اجتماعات القيادة المركزية وقراراتها
تعقد القيادة المركزية للجبهة جلسات دورية مرتين في الشهر، وتعقد جلسات استثنائية بناء على دعوة من رئيس الجبهة (المادة 18/النظام الأساسي). ويبلغ أعضاء القيادة المركزية الدعوة للاجتماع مع جدول أعمال الجلسة قبل يومين على الأقل من انعقادها، إلا في الحالات الاستثنائية والطارئة (المادة 19/النظام الأساسي). وتعتبر الجلسة نظامية بحضور الأكثرية (المادة 20/النظام الأساسي).
ويفتتح الرئيس الجلسة بعرض جدول الأعمال المقرر، ويمكن إضافة مواد جديدة على جدول الأعمال للبحث بناءً على اقتراح الأعضاء وموافقة القيادة المركزية (المادة 21/النظام الأساسي). وتكون جلسات القيادة المركزية ومداولاتها مغلقة، إلا إذا رأت غير ذلك. ويمكن للقيادة المركزية دعوة من تشاء لحضور اجتماعاتها لإبداء آرائهم أو تقديم خبراتهم في المسائل المعروضة عليها (المادة 22/النظام الأساسي).
تتخذ الجبهة المركزية قراراتها بأكثرية الحاضرين (المادة 23/النظام الأساسي)، باستثناء قرار تعديل النظام الأساسي الذي يحتاج إلى أكثرية ثلثي أعضاء القيادة المركزية (المادة 29/النظام الأساسي).
يمكن بقرار من القيادة المركزية للجبهة أن تنضم للجبهة، في المركز أو الفروع، أطراف أو عناصر جديدة بشرط التزامها بميثاق الجبهة ونظامها الأساسي (المادة 27/النظام الأساسي). ويمكنها أيضاً فصل أي طرف أو عنصر يخرج عن ميثاق الجبهة ونظامها الأساسي وقراراتها (المادة 28/النظام الأساسي).